# Arucz
Aruch (orm. Արուճ; do roku 1949 Kpczag, do roku 1970 Talisz) – miejscowość w marzie Aragacotn w Armenii. Mieści się na południowych stokach Aragaca. Miasto datowane jest na VI wiek, kiedy było obozem zimowym wojsk królewskich. Później był stałą siedzibą Grigora Mamikoniana (661-682).
W miejscowości znajdują się pozostałości pałacu Mamikonianów.
Mieści się tam kompleks klasztorny z VII wieku Aruczawank, dawnej noszący nazwę Kipczakawank. Według G. Aliszana oraz R. Aczariana, niegdyś należał on do kipczackojęzycznej społeczności chrześcijan obrządku ormiańskiego. Jeden z napisów w klasztorze głosi: „Pod panowaniem ilchana chana Hazana i Elchutłu, syn Czagana i syn mój Abasz i chatun moja Chołdu przyłączyli się do św. Astwacyn (Bogurodzicy) oddali temu kościołowi mleczarnię, za naszą część spadku. Kto wniesie skargę sądową, niech będzie przeklęty przez Boga i Proroka. Wykonawcy niech będą przez Boga błogosławieni, latem 753 (=1304 r)”.